# Jean Mabillon
Jean Mabillon [žan mabijon] (23. listopadu 1632 Saint-Pierremont (Champagne) – 27. prosince 1707 Paříž) byl benediktinský mnich a historik, známý jako zakladatel novodobé paleografie a diplomatiky.

## Život
Mabillon se narodil v Saint-Pierremont v oblasti Champagne ve Francii jako pátý syn rolníka Estienna Mabillona a Jeanne Guérinové. Ve dvanácti letech odešel do koleje v Remeši a roku 1650 vstoupil do semináře. Ten o tři roky později opustil a vstoupil do benediktinského opatství kongregace svatého Maura v Remeši. Studijní úsilí se na něm zdravotně podepsalo, takže byl roku 1658 poslán do Corbie, aby se vyléčil.

Roku 1663 působil u baziliky Sant-Denis u Paříže a následujícího roku v pařížském opatství Saint-Germain-des-Prés, kde se seznámil s význačnými učenci své doby, mezi něž patřili Charles du Fresne, Etienne Baluze a Louis-Sébastien le Nain de Tittemont. Roku 1701 jej král jmenoval mezi zakládající členy Académie des Inscriptions et Belles-Lettres a roku 1704 vyšel dodatek k De re diplomatica. Mabillon zemřel roku 1707 a byl pohřben v kostele Saint-Germain-des-Prés.

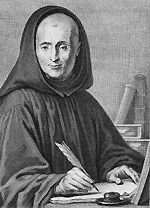
Jean Mabillon

## Působení
V opatství Saint-Germain-des-Prés Mabillon vydal dílo svatého Bernarda z Clairvaux (1667) a životy benediktinských svatých (1668). Roku 1681 vydal dílo De re diplomatica libri VI. (Šest knih o diplomatice), v němž se věnuje různým druhům středověkého písma a rukopisů a které je dnes považováno za zakládající dílo paleografie a diplomatiky. Toto dílo mu přineslo pozornost Jeana-Baptiste Colberta, který mu nabídl penzi, kterou odmítl. Z pověření krále Ludvíka XIV. Mabillon cestoval po celé Evropě, do Flander, Švýcarska, Německa a Itálie, kde vyhledával středověké rukopisy a knihy pro královskou knihovnu.
Mabillon však měl i své protivníky; někteří z méně vzdělaných mnichů jeho kláštera kritizovali Mabillonovo vydání životů benediktinských svatých jako příliš akademické a opat kláštera La Trappe prohlásil, že se Mabillon proviňuje proti řeholi sv. Benedikta, když věnuje svůj život studiu spíše než manuální práci. Způsobil si potíže tím, že odmítal uctívání ostatků neznámých svatých a napsal kritickou polemiku k dílu sv. Augustina, byl dokonce obviněn z jansenismu, ale po celou dobu života jej podporoval jak král, tak církev.
Mabillonovy myšlenky šířila Societas eruditorum incognitorum in terris Austriacis, první učená společnost na území ovládaném rakouskými Habsburky, prostřednictvím prvního vědeckého časopisu v monarchii Monatliche Auszüge.

## Dílo
- Œuvres de saint Bernard (Dílo sv. Bernarda, 1667)
- Acta Sanctorum ordinis Sancti Benedicti (Životy svatých řádu sv. Benedikta, 1668, 1669 a 1672)
- Vetera analecta (Stará analekta, 1675–1685)
- De re diplomatica (O diplomatice, 1681)
  - Jean Mabillon: De re diplomatica (1709) Archivováno 6. 4. 2016 na Wayback Machine.
- Traité des études monastiques (Pojednání o monastických studiích, 1691)
- Réflexions sur la Réponse de M. l'Abbé de la Trappe (Úvaha o odpovědi opata z La Trappe, 1692)
- Annales ordinis Sancti Benedicti occidentalium monachorum patriarchae (Letopisy řádu sv. Benedikta, patriarchy západního mnišství, 1703–1730)
- Supplementum (Dodatek k De re diplomatica, 1704)